# Eudorella hirsuta
Eudorella hirsuta är en kräftdjursart som först beskrevs av Sars 1869.  Eudorella hirsuta ingår i släktet Eudorella och familjen Leuconidae. Arten är reproducerande i Sverige. Inga underarter finns listade i Catalogue of Life.

## Bildgalleri

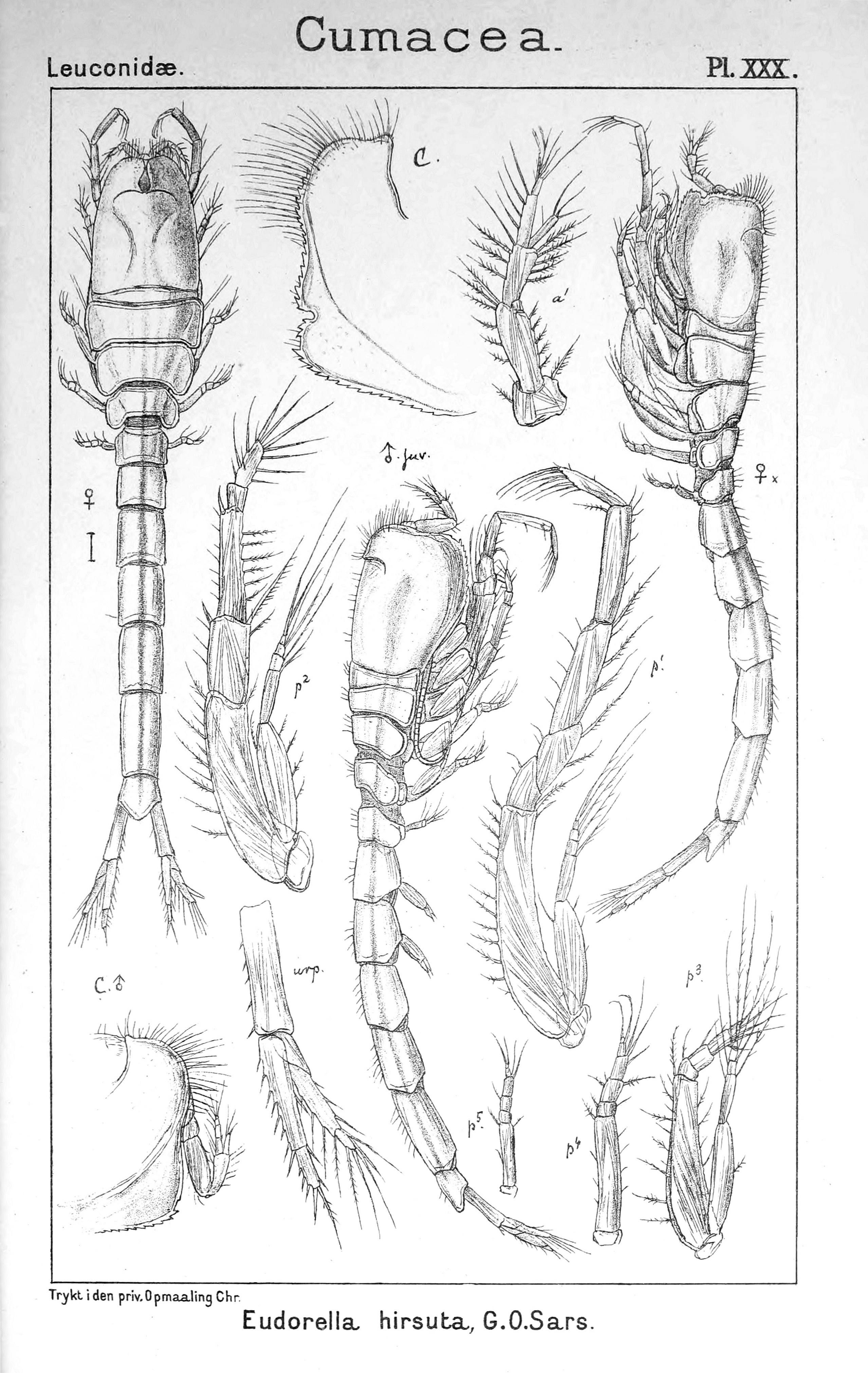